# Reithrodontomys sumichrasti
Reithrodontomys sumichrasti là một loài động vật có vú trong họ Cricetidae, bộ Gặm nhấm. Loài này được Saussure mô tả năm 1861.